# Una Morris
Una Lorraine Morris, później Chong (ur. 17 stycznia 1947 w Kingston) – jamajska lekkoatletka, sprinterka, medalistka igrzysk panamerykańskich i igrzysk Imperium Brytyjskiego i Wspólnoty Brytyjskiej, trzykrotna olimpijka.

## Kariera sportowa
Zajęła 4. miejsce w finale biegu na 200 metrów, a także odpadła w półfinale biegu na 400 metrów i eliminacjach sztafety 4 × 100 metrów na igrzyskach olimpijskich w 1964 w Tokio. Zwyciężyła w biegu na 200 metrów i w sztafecie 4 × 100 metrów na igrzyskach Ameryki Środkowej i Karaibów w 1966 w San Juan.
Zdobyła brązowe medale w biegu na 440 jardów (przegrywając jedynie z Judy Pollock z Australii i Deidre Watkinson z Anglii) oraz w sztafecie 4 × 110 jardów (która biegła w składzie: Adlin Mair, Morris, Vilma Charlton i Carmen Smith), a także zajęła 6. miejsce w biegu na 220 jardów na igrzyskach Imperium Brytyjskiego i Wspólnoty Brytyjskiej w 1966 w Kingston. Na igrzyskach panamerykańskich w 1967 w Winnipeg zdobyła brązowy medal w sztafecie 4 × 100 metrów (w składzie: Carol Cummings, Morris, Audrey Reid i Charlton) oraz zajęła 6. miejsce w biegu na 200 metrów.
Odpadła w półfinałach biegów na 200 metrów i na 400 metrów oraz w eliminacjach sztafety 4 × 100 metrów na igrzyskach olimpijskich w 1968 w Meksyku. Na igrzyskach Brytyjskiej Wspólnoty Narodów w 1970 w Edynburgu odpadła w eliminacjach biegu na 200 metrów. Na swych trzecich igrzyskach olimpijskich w 1972 w Monachium odpadła w ćwierćfinale biegu na 200 metrów i eliminacjach sztafety 4 × 400 metrów.
Była halową mistrzynią Stanów Zjednoczonych w biegu na 200 metrów w 1967.
Morris była rekordzistką Jamajki w biegu na 100 metrów z czasem 11,4 s (20 lipca 1967 w Pasadenie), w biegu na 200 metrów z czasem 23,7 s (19 października 1964 w Tokio), trzykrotnie w biegu na 400 metrów do czasu 54,2 s (8 sierpnia 1966 w Kingston), dwukrotnie w biegu na 800 metrów do czasu 2:21,5 (1 maja 1966 w Pasadenie), raz w biegu na 100 metrów przez płotki z czasem 14,4 s (11 kwietnia 1970 w Westwood), czterokrotnie w sztafecie 4 × 100 metrów do czasu 45,6 s (13 sierpnia 1966 w Kingston), raz w sztafecie 4 × 100 metrów z czasem 3:31,89 (9 września 1972 w Monachium) i raz w pięcioboju z wynikiem 4436 pkt (9 kwietnia 1966 w Azusie).